# De ware bruid
De ware bruid is een sprookje uit Kinder- und Hausmärchen met volgnummer KHM186, opgetekend door de gebroeders Grimm. De oorspronkelijke naam is Die wahre Braut.

## Het verhaal

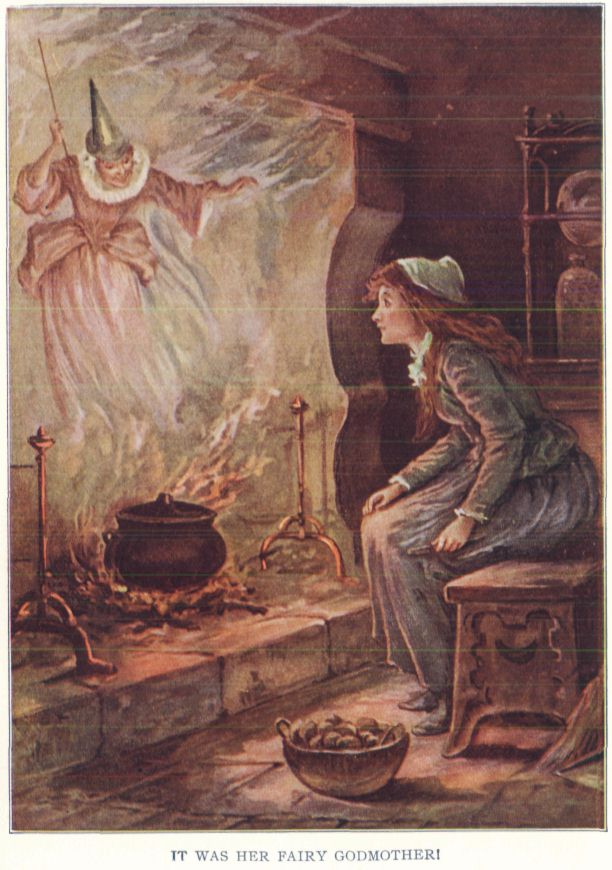
Ook Assepoester wordt geholpen, de goede fee verschijnt in de dampen van de ketel boven het vuur

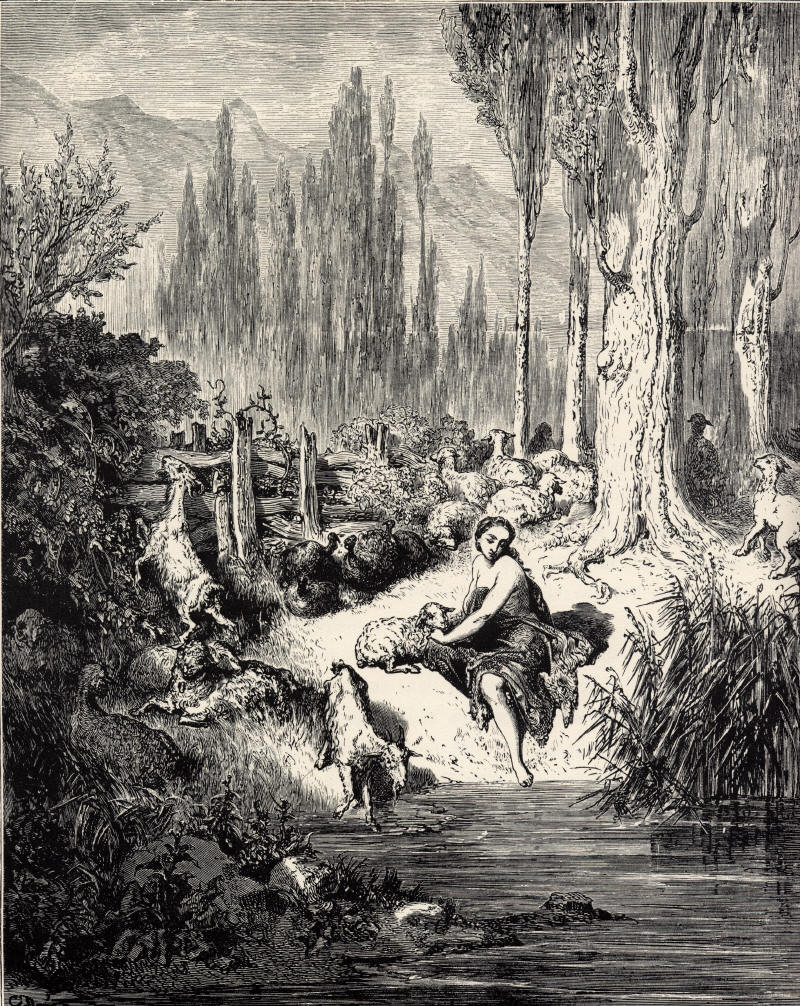
Illustratie voor Peau d'ane door Gustave Doré (1897) - het meisje met de drie gewaden is herderin en een kalfje eet uit haar hand, zoals de vogels bij Sneeuwwitje en het betoverde reetje bij Broertje en zusje. Dit komt in meerdere sprookjes voor.

De moeder van een meisje stierf toen ze nog jong was en haar stiefmoeder kwelt haar. Het meisje doet haar best, maar de boze vrouw is nooit tevreden. Op een dag moet het meisje twaalf pond veren afstropen en tranen stromen over de wangen als ze met het werk bezig is, omdat ze weet dat het onmogelijk is om het werk die dag af te ronden. Ze verbergt haar gezicht en vraagt zich af of niemand medelijden heeft. Ze hoort een stem en ziet een oude vrouw die haar bij de hand pakt. Het meisje vertelt over haar droevige leven en de vrouw zegt dan het werk te zullen doen. Het meisje valt in slaap op haar bed en de veren vliegen van de pennen af. De kamer is netjes opgeruimd en er liggen sneeuwwitte bergen als het meisje ontwaakt. Het meisje dankt God en als haar stiefmoeder weer bij haar komt, besluit ze nog zwaarder werk op te laten knappen.
De volgende ochtend moet het meisje de vijver met een lepel leegscheppen. Het meisje knielt en begint met het werk, maar ze huilt opnieuw. De oude vrouw verschijnt en hoort wat er aan de hand is. Ze zegt het meisje te gaan slapen in de struiken en doet het werk. Het water stijgt op als een nevel en vermengt zich met de wolken. Het meisje wordt voor zonsondergang wakker en ziet dat de vijver leeg is. De stiefmoeder is vol van woede en de derde ochtend moet het meisje een mooi kasteel in de vlakte bouwen. Het meisje ziet rotsblokken en kan er geen beweging in krijgen. Huilend gaat ze zitten en de oude vrouw verschijnt en ze troost het meisje. Ze vertelt dat ze het kasteel zal bouwen en als het meisje het wil, mag ze erin gaan wonen. Het meisje gaat in de schaduw liggen en valt in slaap.
De oude vrouw raakt de rotsblokken aan en deze komen in beweging. Ze schuiven naar elkaar toe en het lijkt alsof reuzen de muren hebben gebouwd. Het gebouw verrijst en zuilen komen omhoog. Op het dak schuiven pannen op hun plek en 's middags staat de grote windwijzer al op de torenspits te draaien als een gouden jonkvrouw met wapperend gewaad. 's Avonds is het kasteel klaar en de muren zijn behangen met zijde en fluweel. Er staan geborduurde stoelen en marmeren tafels. Er hangen spiegels en kroonluchters van kristal en er zitten groene papegaaien in gouden kooien. Het meisje wordt wakker en loopt door de poort over een trap met rode stof. Ze denkt aan haar stiefmoeder en deze inspecteert de keuken. Het vuur brandt in het fornuis en de kolenkist en wateremmers zijn aanwezig. De stiefmoeder wil de wijnvaten in de kelder zien, maar het kelderluik valt omlaag. Er klinkt een kreet en de stiefmoeder ligt levenloos op de grond.
Het kasteel is voor het meisje en ze draagt mooie kleren en heeft kisten vol goud, zilver, parels en edelstenen. Verhalen over de schoonheid en rijkdom gaan door de wereld en er komen mannen die met het meisje willen trouwen. Een koningszoon raakt haar hart en de verloving volgt. Ze zitten samen onder de groene linde en de jongen wil naar huis om toestemming voor het huwelijk te vragen. Het meisje moet onder de linde wachten, maar hij komt niet terug. De vierde dag gaat het meisje op zoek en ze pakt haar drie mooiste gewaden met glanzende sterren, zilveren manen en gouden zonnen. Ze vraagt mensen naar haar bruidegom, maar niemand heeft van hem gehoord. Ze gaat als herderin in dienst bij een boer en begraaft haar jurken onder een steen. Ze hoedt haar kudde en is verdrietig, ze verlangt naar haar geliefde.
Een kalfje eet uit haar hand en ze vertelt over haar prins. Na een paar jaar hoort ze over de dochter van de koning, die bruiloft zal vieren. De weg naar de stad gaat via het dorp waar het meisje woont en de bruidegom trekt voorbij. De bruidegom herkent zijn ware bruid niet en het meisje spreekt de volgende dag tegen haar kalfje als de bruidegom opnieuw voorbijtrekt op zijn paard. De prins kijkt de herderin aan, maar herkent haar niet en gaat verder. Het meisje hoort dat er drie dagen feest zal worden gevierd aan het hof en het meisje gaat naar de steen en trekt de gouden jurk aan. Ze haalt de doek van haar gouden haren en de lokken vallen om haar heen. Niemand herkent haar als ze de zaal binnengaat en de koningszoon danst met haar en vergeet zijn andere bruid. Na het feest verdwijnt het meisje en trekt haar herderinnenkleding aan.
De volgende avond gaat ze in het zilveren gewaad naar het feest en de koningszoon danst opnieuw met haar. Ze moet beloven de derde avond opnieuw naar het feest te gaan en komt in het sterrengewaad. Ze danst en haar haarlint en ceintuur zijn sterren van edelstenen en de koningszoon wil weten wie ze is. Ze kust hem op de linkerwang en de schellen vallen van zijn ogen. Hij herkent de ware bruid en neemt haar mee in zijn koets. De paarden vliegen naar het wonderkasteel en ze komen langs de linde. Talloze glimwormpjes zwermen in de boom en hij schudt en de takken verspreiden zijn geuren. Op de trap bloeien bloemen en in de kamer klinkt gezang van vreemde vogels. De hofhouding is verzameld in de zaal en de priester zegent het huwelijk van de bruid en bruidegom.

## Achtergronden bij het sprookje
- Het sprookje komt uit Opper-Lausitz en was opgetekend in Zeitschrift für deutsches Alterthum (1842).
- Het volksgeloof zegt dat de linde geluk brengt aan het huis waar hij naast groeit. De bloesem is geneeskrachtig. De lindeboom werd bij de Kelten en de Germanen gezien als heilige boom. De godin Freya zou er zich in vestigen. De geest van de linde gold als beschermer voor huizen, bronnen en kerken. Ook later werd de lindeboom als 'goede boom' beschouwd. Huwelijken werden gesloten onder de linde; de duimen van de geliefden werden dan in de bast gedrukt. Een lindetak zou tevens helpen als middel tegen tandpijn bij kinderen en werd, in amuletvorm, gebruikt als bescherming tegen heksen en geesten. In De geduldsteen speelt de aloë vera de rol van amuletplant, ook andere amuletten komen in dit sprookje voor.
- De moeder die sterft, komt ook voor in De drie mannetjes in het bos (KHM13), Assepoester (KHM21), Van de wachtelboom (KHM47), Sneeuwwitje (KHM53), en Het klosje, de schietspoel en de naald (KHM188).
- In Peau d'ane en Bontepels (KHM65) moet het meisje vluchten voor haar eigen vader.
- De drie gewaden verwijzen naar het spinnen van de levensdraad. Zie de De drie spinsters (KHM14) en de drie Nornen uit de noordse mythologie, meisje, dame en oude vrouw. Denk ook aan de drie goede feeën uit Doornroosje (KHM53), de draad van Ariadne en het labyrint van de Minotaurus en Moira, de drievoudige schikgodin uit de Griekse mythologie.

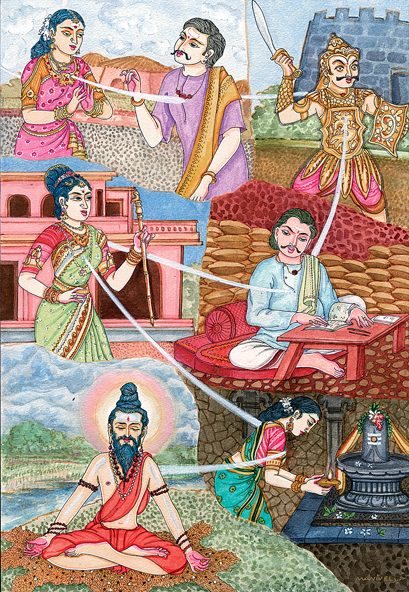
Reïncarnatie en het spinnen van de levensdraad zijn bekend in vele culturen, tegenwoordig vooral bekend als behorend tot het hindoeïsme en boeddhisme

- Het sprookje verwijst naar reïncarnatie, zie ook samsara en wedergeboorte.
- Er wordt verwezen naar de seizoenen: winter, lente, zomer en herfst.
- Vliegende paarden komen vaker voor in de mythologie, zoals de achtbenige Sleipnir, Pegasus, de schimmel van Sinterklaas en de Kerstman in zijn arrenslee met vliegende rendieren.
- Als de stiefmoeder de wijn in de kelder van het kasteel wil zien, sterft ze. Zie voor de vervulling van wensen ook De drie mannetjes in het bos (KHM13), Van de visser en zijn vrouw (KHM19), Vrouw Holle (KHM24), De arme en de rijke (KHM87) en Het verhaal van Schele Guurte (een sprookje uit Gelderland).
- Zie ook Het verhaal van Schele Guurte, Wilde Jacht, voorouderverering en onderwereld.
- Het vergeten van de ware bruid komt veel voor in sprookjes en sagen, zoals in het Nibelungenlied. Zie ook Vrijer Roland (KHM56), De twaalf jagers (KHM67), De zingende springende leeuwerik (KHM88), De koning van de gouden berg (KHM99), De twee koningskinderen (KHM113) en De trommelslager (KHM193).
- De drie feesten komen in veel sprookjes voor, zie bijvoorbeeld Assepoester (KHM21), Bontepels (KHM65) en Schaapsvel (een sprookje uit Vlaams-Brabant).
- De behulpzame oude vrouw komt in vele sprookjes voor, bijvoorbeeld in De twaalf broeders (KHM9), De duivel met de drie gouden haren (KHM29), De roverbruidegom (KHM40), De drie vogeltjes (KHM96), De zoete pap (KHM103), De groente-ezel (KHM122), De duivel en zijn grootmoeder (KHM125), De stukgedanste schoentjes (KHM133), De ganzenhoedster aan de bron (KHM179), De waternimf in de vijver (KHM181), Het klosje, de schietspoel en de naald (KHM188) en De laars van buffelleer (KHM199).
- De boze stiefmoeder komt ook voor in Broertje en zusje (KHM11), De drie mannetjes in het bos (KHM13), Hans en Grietje (KHM15), Assepoester (KHM21), Van de wachtelboom (KHM47), De zes zwanen (KHM49), Vondevogel (KHM51), Sneeuwwitje (KHM53), Eenoogje, tweeoogje en drieoogje (KHM130), De witte en de zwarte bruid (KHM135), Het lammetje en het visje (KHM141).
- De oude vrouw verschijnt door de tranen van het meisje, in De ganzenhoedster aan de bron (KHM179) kreeg het meisje bij de geboorte een gave van de oude vrouw (zie ook Doornroosje). Dit meisje brengt parels voor als ze huilt. Vergelijk Het meisje zonder handen (KHM31), Bontepels (KHM65) en De slimme boerendochter (KHM94).
- De drie prachtige gewaden worden verborgen onder een steen. In meerdere sprookjes wordt een schat gevonden in een onderaardse bergruimte, zoals het hol van een draak.
- Ook in Repelsteeltje (KHM55) wordt het meisje geholpen bij haar werk.
- Jim Henson bewerkte elementen uit andere sprookjes in zijn versie in The Storyteller. De stiefmoeder is vervangen door een trol en Anya krijgt hulp van een leeuw die het water opdrinkt.[1] Hier wordt het meisje verliefd op de tuinman en hij belooft dat niemand anders hem op zijn wang mag kussen, maar komt niet terug. De leeuw neemt Anya mee na haar zoektocht en geeft haar drie noten. De bruidegom is echter verloofd met de dochter van de trol en het meisje ruilt een nacht bij de prins tegen een gewaad uit de noot, maar de prins heeft slaapmiddel gedronken.[2] De tweede nacht ruilt ze goud uit de noot voor een nieuwe nacht, maar de prins slaapt opnieuw. De gevangenen waarschuwen de prins en het meisje ruilt edelstenen voor een nieuwe nacht. De prins hoort haar huilen en als ze hem op zijn wang kust, herinnert hij zich zijn ware bruid. De drie geschenken verdwijnen en de dochter van de trol volgt het vluchtende paar. Ze ontkomen met de leeuw en de trol is naar het kasteel gegaan, ze hoort de stemmen van het paar achter een deur en valt in het niets. Het paar laat een standbeeld voor de gedachteleeuw maken, maar kinderen vinden het moeilijk in de leeuw te geloven.[3]